# Florica Vulpeș
Florica Vulpeș (née le 13 mars 1982 à Cornereva, Județ de Caraș-Severin) est une kayakiste roumaine pratiquant la course en ligne. 
Elle est vice-championne du monde et championne d'Europe de sa discipline. 

## Biographie
Florica Vulpeș décroche son 1er titre continental le 22 mai 2004 dans l'épreuve de kayak K-4 1 000 m des championnats d'Europe qui se déroulent à Poznań. 
Sélectionnée, avec Lidia Talpă, pour le K-2 500 m des Jeux olympiques d'été 2004, l'équipage termine 7e de la 1re série qualificative, disputée le 24 août 2004. Deux jours plus tard, les deux kayakistes se classent 5e de la demi-finale de repêchage, place ne leur permettant pas d'accéder à la finale.
Florica Vulpeș participe à cinq reprises aux Championnats du monde, les premiers en 2002 à Séville. Régulièrement présente dans les finales, elle est vice-championne du monde du K-4 1 000 m en 2005 à Zagreb. Elle obtient sa 2e médaille mondiale, de bronze cette fois, dans l'épreuve du K-4 500 m des championnats de l'année suivante, à Szeged.

## Résultats et palmarès

### Jeux olympiques
| Éditions     | Épreuves                | Épreuves |
| Éditions     | K-2 500 m               |          |
| Athènes 2004 | Éliminée en demi-finale |          |

### Championnats du monde
| Édition          | Épreuve   | Épreuve     | Épreuve   | Épreuve     | Épreuve |
| Édition          | K-2 500 m | K-2 1 000 m | K-4 500 m | K-4 1 000 m |         |
| Séville 2002     | -         | -           | 6e        | 5e          |         |
| Gainesville 2003 | 5e        | 7e          | 8e        |             |         |
| Zagreb 2005      | -         | -           | 4e        | Argent      |         |
| Szeged 2006      | -         | -           | Bronze    | 8e          |         |
| Duisbourg 2007   | -         | -           | -         | 4e          |         |

### Championnats d'Europe
| Éditions        | Épreuves  | Épreuves  | Épreuves  | Épreuves    | Épreuves |
| Éditions        | K-2 500 m | K-4 200 m | K-4 500 m | K-4 1 000 m |          |
| Poznań 2004     | 6e        | 5e        | 6e        | Or          |          |
| Poznań 2005     | 8e        | 5e        | -         | Bronze      |          |
| Račice 2006     | -         | 7e        | Bronze    | Bronze      |          |
| Pontevedra 2007 | -         | -         | 5e        | 5e          |          |
| Milan 2008      | -         | -         | -         | Bronze      |          |